# Bambi (Huíla)
Bambi é uma vila e comuna angolana que se localiza na província da Huíla, pertencente ao município de Chipindo.